# Ерса
У грчкој митологији, Ерса (старогрчки: Ἕρσα "роса") је богиња росе. Она је ћерка Зевса и Месеца (Селене). Њена сестра је Пандија.